# Muricea squarrosa
Muricea squarrosa är en korallart som beskrevs av Addison Emery Verrill 1869. Muricea squarrosa ingår i släktet Muricea och familjen Plexauridae. Inga underarter finns listade i Catalogue of Life.